# Comté de Gwinnett
Le comté de Gwinnett est un comté situé dans l'État de Géorgie aux États-Unis. Le siège du comté est Lawrenceville. Selon le recensement de 2020, sa population est de 942 627 habitants. Le comté a été fondé en 1818 et doit son nom à Button Gwinnett, l'un des délégués signataires de la Déclaration d'indépendance des États-Unis d'Amérique au nom de la Géorgie.

## Comtés adjacents
- Comté de Forsyth (nord)
- Comté de Hall (nord-est)
- Comté de Jackson (nord-est)
- Comté de Barrow (est)
- Comté de Walton (sud-est)
- Comté de DeKalb (sud-ouest)
- Comté de Rockdale (sud)
- Comté de Fulton (ouest)

## Principales villes
- Lawrenceville
- Snellville
- Duluth
- Suwanee

## Démographie
| 1820  | 1830   | 1840   | 1850   | 1860   | 1870   |
| ----- | ------ | ------ | ------ | ------ | ------ |
| 4 589 | 13 289 | 10 804 | 11 257 | 12 940 | 12 431 |

| 1880   | 1890   | 1900   | 1910   | 1920   | 1930   |
| ------ | ------ | ------ | ------ | ------ | ------ |
| 19 531 | 19 899 | 25 585 | 28 824 | 30 327 | 27 853 |

| 1940   | 1950   | 1960   | 1970   | 1980    | 1990    |
| ------ | ------ | ------ | ------ | ------- | ------- |
| 29 087 | 32 320 | 43 541 | 72 349 | 166 903 | 352 910 |

| 2000    | 2010    | 2020    | - | - | - |
| ------- | ------- | ------- | - | - | - |
| 588 448 | 805 321 | 957 062 | - | - | - |